# Paragaleopsomyia coxalis
Paragaleopsomyia coxalis är en stekelart som först beskrevs av Howard 1897.  Paragaleopsomyia coxalis ingår i släktet Paragaleopsomyia och familjen finglanssteklar. Inga underarter finns listade i Catalogue of Life.